# Ulica Wałowa w Wodzisławiu Śląskim
Ulica Wałowa w Wodzisławiu Śląskim, której początki sięgają średniowiecza, powstała na miejscu dawnych murów i umocnień miejskich. W zasadzie oplata całe Stare Miasto wielkim półkolem. Na jej odcinkach odchodzą od niej kolejne ulice prowadzące na centralny plac Wodzisławia - rynek staromiejski. Obecnie droga ta jest również najważniejszą drogą kołową wokół wodzisławskiej starówki.

## Galeria

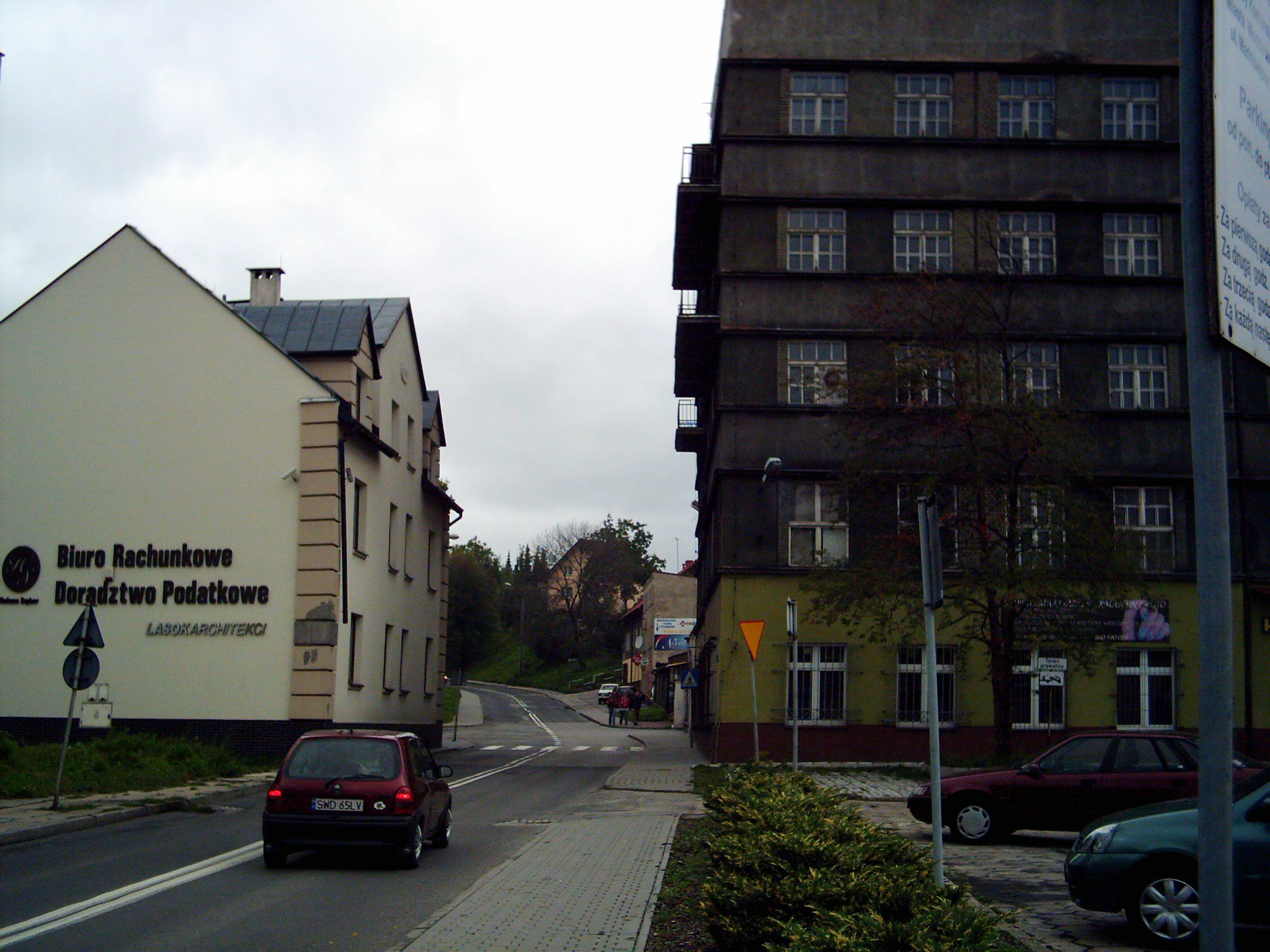
Ulica Wałowa od strony ul. Marsz. J. Piłsudskiego w Wodzisławiu Śląskim. Po prawej budynek Koncentratów Spożywczych AGRO Wodzisław Śląski
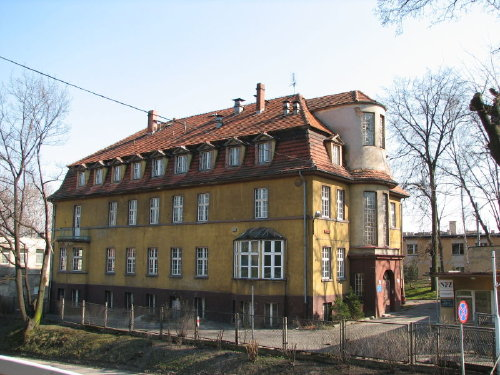
Budynek Szpitala Miejskiego nr 2 przy ulicy Wałowej